# VISION (J-WAVE)
VISION（ビジョン、Vision）は、J-WAVEで放送されているミニ番組。2009年4月から2020年9月27日まで11年半に亘って放送された。

## 概要
2009年3月までの同じ時間帯で放送されていた『VOICE...』のコンセプトを引き継ぎ、1時間ごとに番組が入れ替わるJ-WAVE週末夜間の番組間を繋ぐショートプログラム。BGMに乗せて、様々な「人」の言葉やその生き方にスポットを当てたオリジナル文章が朗読される。番組のスクリプト（脚本）は広告プランナー・コピーライター集団「東京コピーライターズクラブ」のメンバーが手掛ける。

## ナビゲーター
- VieVie

## 放送時間
土曜日は17時台から21時台（2013年9月までは17時台から23時台）、日曜日は16時台から23時台、いずれも毎時58分頃から2分程度放送。ちなみにいずれの回も毎時55分頃からのJ-WAVE LIFE INFORMATION（ニュースや交通情報や気象情報（天気予報）など）のあとに続けて放送される。

## 東京タワーからの最終番組
J-WAVEが送信所を現在の東京スカイツリーに移転する直前、東京タワーからの最後の送出番組として当番組の特別版が放送された。2012年4月22日25時（23日午前1時）から通常よりも長い4分間で、1988年のJ-WAVE開局以降を振り返りながら、東京タワーへの感謝のメッセージを贈る内容だった。このとき朗読された文章は後出のブログに掲載されている（言葉の細かい表現は若干異なる）。
放送はその後「Across The View」のロングバージョンを挟み、東京タワーからの送出を終了する旨を伝える特別クロージングが流れ、停波した。